# The Town (film 2010)
The Town è un film del 2010 diretto da Ben Affleck, basato sul romanzo di Chuck Hogan Il principe dei ladri.
Questo è il secondo film da regista di Affleck, dopo Gone Baby Gone, da lui anche scritto e prodotto. Oltre ad Affleck, del cast fanno parte Rebecca Hall, Jon Hamm, Jeremy Renner e Blake Lively.

## Trama
Charlestown, sobborgo di Boston, USA: Doug MacRay è a capo di una banda di ladri e i suoi colpi sono commissionati da un fiorista, che da decenni occupa una posizione di spicco nella criminalità del quartiere. Doug e la sua banda sono dei ladri professionisti e, durante un colpo in banca, prendono in ostaggio la giovane direttrice della filiale rapinata. Liberata la ragazza, Doug si mette sulle sue tracce, onde verificare che non sia in possesso di elementi che potrebbero aiutare le forze dell'ordine nell'identificare i rapinatori. Una volta conosciuta la ragazza, Claire (ancora fortemente traumatizzata per la rapina), Doug ne viene attratto, e inizia a frequentarla, all'insaputa dei complici e cercando di nascondere la sua vera identità con Claire. Doug cerca in tutti i modi di far funzionare il rapporto con Claire, nonostante sia ricercato dall'agente dell'FBI Adam Frawley, che cerca di catturarlo prima che lui e la sua banda mettano a segno un'altra rapina.
Innamoratosi di Claire, Doug decide di lasciare l'attività criminale. Viene prima fortemente scoraggiato da Jem (nella cui famiglia era cresciuto e che si era fatto nove anni di prigione per lui). Successivamente il boss-fiorista lo ricatta minacciando rappresaglie su Claire e racconta a Doug come ricattò suo padre facendo diventare tossicodipendente sua madre e portandola al suicidio (cosa di cui Doug era all'oscuro fino a quel momento, credendo che la madre l'avesse abbandonato). Doug deve sottostare al ricatto, ma avvisa il boss che lo avrebbe ucciso se fosse successo qualcosa a Claire. Dopo che Claire viene a sapere da Frawley la vera identità di Doug decide di porre fine al loro rapporto. Nel frattempo la banda si prepara per un altro colpo, questa volta in uno stadio, il Fenway Park. Ma, poco prima del colpo, Krista Coughlin, sorella di Jem ed ex-compagna di Doug, rivela alla polizia i piani della banda.
Una volta portato a termine con successo il colpo, i quattro si trovano circondati dalle forze dell'ordine e inizia una sparatoria. Gloansy e Dez muoiono, mentre Jem e Doug, travestiti da poliziotti, riescono a fuggire. Frawley riconosce Jem, che si sta allontanando dal luogo della rapina, e gli intima di fermarsi: ne scaturisce uno scontro a fuoco e Jem, circondato dalla polizia, fa credere di essere ancora armato e minacciando i poliziotti si lascia uccidere (a Doug aveva prima detto che per nessun motivo sarebbe tornato in prigione). Doug, vista la morte dell'amico e abbandonata la scena del crimine, decide di eliminare il fiorista e il suo aiutante. Poi telefona a Claire. La ragazza, in compagnia dei poliziotti, lo invita a passare a casa sua, ma al contempo gli lancia un segnale di avvertimento. Doug abbandona la città di Charlestown dirigendosi a Tangerine in Florida, dove si ritira dalla delinquenza. Prima di partire lascia il bottino dell'ultima rapina nell'orto di Claire, dove lei lo possa ritrovare. Claire userà i soldi lasciati da Doug per costruire una pista da pattinaggio per i ragazzi del quartiere in memoria della madre di Doug che si chiamava Doris MacRay.

## Produzione
Nel settembre 2008 fu annunciato che Ben Affleck avrebbe diretto, scritto e interpretato un adattamento cinematografico de Il principe dei ladri di Chuck Hogan, prodotto da Warner Bros. e Legendary Pictures. Il titolo originale era Prince of Thieves, proprio come il romanzo, ma fu in seguito cambiato in The Town, probabilmente per non essere confuso e dissociarsi da Robin Hood - Principe dei ladri di Kevin Reynolds, con Kevin Costner.
Nel luglio 2009 entrarono a far parte del cast artistico anche Jon Hamm e Rebecca Hall.
Le riprese sono iniziate a Boston (Massachusetts) a fine agosto 2009. L'ex filiale della MASS Bank situata a Melrose, Massachusetts è stata utilizzata come una delle banche rapinate nel film, assumendo il nome di Cambridge Merchants Bank. Le riprese si sono svolte quasi interamente nel Massachusetts, nelle località di Charlestown, Cambridge e Boston; invece le riprese all'interno del casinò sono state effettuate nel Connecticut.
Durante la presentazione al Festival di Venezia, Affleck ha spiegato di essersi grosso modo ispirato a Gomorra di Matteo Garrone per la realizzazione del film, citando inoltre The Departed e Point Break.

## Promozione
Il primo trailer ufficiale è stato pubblicato in rete il 16 luglio 2010, per essere poi allegato alle copie di Inception di Christopher Nolan.

## Distribuzione
Presentato fuori concorso alla 67ª Mostra internazionale d'arte cinematografica di Venezia, il film è stato distribuito nelle sale cinematografiche statunitensi dalla Warner Bros. Pictures il 17 settembre 2010, mentre in quelle italiane l'8 ottobre 2010.

## Accoglienza
Alla Mostra internazionale d'arte cinematografica di Venezia il film ha ottenuto una buona accoglienza, soprattutto sono state lodate le interpretazioni di Jeremy Renner e Jon Hamm.

## Riconoscimenti
- 2010 – National Board of Review
  - Miglior cast
- 2011 – Premio Oscar
  - Candidatura Miglior attore non protagonista a Jeremy Renner
- 2011 – Screen Actors Guild Award
  - Candidatura Screen Actors Guild Award per il miglior attore non protagonista cinematografico a Jeremy Renner
- 2011 – Golden Globe
  - Candidatura Miglior attore non protagonista a Jeremy Renner
- 2011 – Premio BAFTA
  - Candidatura Miglior attore non protagonista a Pete Postlethwaite